# DFB-Pokal 1996/97

Eintrittskarte Pokalfinale 1997

DFB-Pokalsieger 1997 war der VfB Stuttgart. Im Endspiel im Olympiastadion Berlin siegte der VfB Stuttgart am 14. Juni 1997 2:0 gegen den damaligen Regionalligisten Energie Cottbus. Titelverteidiger und Bundesligaabsteiger 1. FC Kaiserslautern schied bereits in der ersten Runde gegen den Regionalligisten SpVgg Greuther Fürth aus, der vor der Saison aus der SpVgg Fürth und dem TSV Vestenbergsgreuth entstanden war.
Im Europapokal der Pokalsieger erreichte Stuttgart als letzte deutsche Mannschaft das Finale, das der Verein gegen den englischen Pokalsieger FC Chelsea mit 0:1 verlor.

## Teilnehmende Mannschaften
Für die erste Runde waren folgende 64 Mannschaften qualifiziert:
| BUNDESLIGA die 18 Vereine der Saison 1995/96 | 2. BUNDESLIGA die 18 Vereine der Saison 1995/96 | REGIONALLIGA die Meister der Regionalligen in der Saison 1995/96                                                             | AMATEURE die Pokalsieger der 21 Landesverbände des DFB* sowie der deutsche Amateurmeister und Vizemeister |
| Borussia Dortmund FC Bayern München FC Schalke 04 Borussia Mönchengladbach Hamburger SV FC Hansa Rostock Karlsruher SC TSV 1860 München Werder Bremen VfB Stuttgart SC Freiburg 1. FC Köln Fortuna Düsseldorf Bayer 04 Leverkusen FC St. Pauli 1. FC Kaiserslautern (TV) Eintracht Frankfurt KFC Uerdingen 05 | VfL Bochum Arminia Bielefeld MSV Duisburg SpVgg Unterhaching FSV Zwickau FC Carl Zeiss Jena SV Waldhof Mannheim SC Fortuna Köln VfB Leipzig SV Meppen 1. FSV Mainz 05 VfL Wolfsburg VfB Lübeck Hertha BSC Chemnitzer FC Hannover 96 1. FC Nürnberg SG Wattenscheid 09 | - Regionalliga Nord/Nordost: VfB Oldenburg - Regionalliga West/Südwest: FC Gütersloh - Regionalliga Süd: Stuttgarter Kickers | - Schleswig-Holstein: Holstein Kiel - Hamburg: Hamburger SV (A) - Bremen: FC Bremerhaven - Niedersachsen: Kickers Emden SSV Vorsfelde * - Mecklenburg-Vorpommern: Greifswalder SC - Berlin: Tennis Borussia Berlin - Brandenburg: FC Energie Cottbus - Sachsen-Anhalt: FSV Lok Altmark Stendal - Sachsen: VfB Leipzig (A) - Thüringen: FSV Wacker 90 Nordhausen - Mittelrhein: Bayer 04 Leverkusen (A) - Niederrhein: Rot-Weiß Oberhausen - Westfalen: TuS Paderborn-Neuhaus - Rheinland: FSV Salmrohr - Südwest: TSG Pfeddersheim - Saarland: Borussia Neunkirchen - Hessen: SV Wehen - Württemberg: SV Bonlanden SSV Ulm 1846 ** - Baden: Karlsruher SC (A) VfR Mannheim ** - Südbaden: FV Donaueschingen - Bayern: SpVgg Greuther Fürth 1. FC Schweinfurt 05 * |

* Aus den beiden Landesverbänden mit den meisten Herrenmannschaften im Spielbetrieb (Bayern und Niedersachsen) nahmen zusätzlich der unterlegene Pokalfinalist teil.

** Der SSV Ulm 1846 und der VfR Mannheim qualifizierten sich als deutscher Amateurmeister und Vizemeister.

## 1. Hauptrunde
| Datum                    |                          | Ergebnis              |                          |
| ------------------------ | ------------------------ | --------------------- | ------------------------ |
| Fr 09.08.1996, 19:30 Uhr | 1. FC Nürnberg           | 1:0                   | 1. FSV Mainz 05          |
| Sa 10.08.1996, 15:00 Uhr | Hamburger SV (A)         | 1:3                   | Arminia Bielefeld        |
| Sa 10.08.1996, 15:00 Uhr | FC Bremerhaven           | 2:3                   | Karlsruher SC            |
| Sa 10.08.1996, 15:30 Uhr | 1. FC Schweinfurt 05     | 2:5                   | FC Hansa Rostock         |
| Sa 10.08.1996, 15:30 Uhr | SV Bonlanden             | 2:4 n. V.             | VfL Bochum               |
| Sa 10.08.1996, 15:30 Uhr | Rot-Weiß Oberhausen      | 1:4                   | FC St. Pauli             |
| Sa 10.08.1996, 15:30 Uhr | Tennis Borussia Berlin   | 0:3                   | FC Bayern München        |
| Sa 10.08.1996, 15:30 Uhr | FV Donaueschingen        | 1:3                   | 1. FC Köln               |
| Sa 10.08.1996, 15:30 Uhr | Bayer Leverkusen (A)     | 1:3 n. V.             | MSV Duisburg             |
| Sa 10.08.1996, 15:30 Uhr | SpVgg Greuther Fürth     | 1:0                   | 1. FC Kaiserslautern     |
| Sa 10.08.1996, 15:30 Uhr | Kickers Emden            | 1:3                   | Fortuna Düsseldorf       |
| Sa 10.08.1996, 15:30 Uhr | VfR Mannheim             | 0:2                   | Borussia Mönchengladbach |
| Sa 10.08.1996, 15:30 Uhr | VfB Stuttgart            | 0:0 n. V. (4:1 i. E.) | SC Fortuna Köln          |
| Sa 10.08.1996, 15:30 Uhr | KFC Uerdingen 05         | 0:2                   | SC Freiburg              |
| Sa 10.08.1996, 15:30 Uhr | Greifswalder SC          | 0:3                   | SpVgg Unterhaching       |
| Sa 10.08.1996, 15:30 Uhr | Borussia Neunkirchen     | 1:1 n. V. (5:4 i. E.) | VfB Leipzig              |
| Sa 10.08.1996, 18:00 Uhr | FSV Wacker 90 Nordhausen | 1:5                   | TSV 1860 München         |
| So 11.08.1996, 14:30 Uhr | FSV Lok Altmark Stendal  | 1:5                   | Hertha BSC               |
| So 11.08.1996, 15:00 Uhr | SSV Ulm 1846             | 0:2                   | FC Schalke 04            |
| So 11.08.1996, 15:00 Uhr | SG Wattenscheid 09       | 4:3 n. V.             | Borussia Dortmund        |
| So 11.08.1996, 15:00 Uhr | TuS Paderborn-Neuhaus    | 1:3                   | Hamburger SV             |
| So 11.08.1996, 15:00 Uhr | Chemnitzer FC            | 0:1                   | SV Waldhof Mannheim      |
| So 11.08.1996, 15:00 Uhr | FSV Salmrohr             | 1:3                   | VfB Oldenburg            |
| So 11.08.1996, 15:00 Uhr | SV Wehen                 | 1:2                   | VfB Lübeck               |
| So 11.08.1996, 15:00 Uhr | VfB Leipzig (A)          | 0:4                   | VfL Wolfsburg            |
| So 11.08.1996, 16:00 Uhr | Karlsruher SC (A)        | 2:0                   | FC Carl Zeiss Jena       |
| So 11.08.1996, 15:00 Uhr | FC Energie Cottbus       | 1:0 n. V.             | Stuttgarter Kickers      |
| So 11.08.1996, 15:00 Uhr | SSV Vorsfelde            | 0:2                   | SV Meppen                |
| So 11.08.1996, 15:00 Uhr | Hannover 96              | 1:0                   | FC Gütersloh             |
| So 11.08.1996, 17:30 Uhr | Holstein Kiel            | 2:4                   | Eintracht Frankfurt      |
| So 11.08.1996, 17:30 Uhr | TSG Pfeddersheim         | 1:2                   | FSV Zwickau              |
| So 11.08.1996, 20:15 Uhr | Werder Bremen            | 1:1 n. V. (5:3 i. E.) | Bayer 04 Leverkusen      |

## 2. Hauptrunde
| Datum                    |                          | Ergebnis              |                     |
| ------------------------ | ------------------------ | --------------------- | ------------------- |
| Sa 31.08.1996, 15:30 Uhr | Karlsruher SC            | 2:0                   | FC Hansa Rostock    |
| Sa 31.08.1996, 15:30 Uhr | MSV Duisburg             | 1:0 n. V.             | VfB Lübeck          |
| Sa 31.08.1996, 15:30 Uhr | Borussia Neunkirchen     | 1:3                   | FC St. Pauli        |
| Sa 31.08.1996, 15:30 Uhr | SV Meppen                | 6:1                   | Eintracht Frankfurt |
| Sa 31.08.1996, 15:30 Uhr | FC Energie Cottbus       | 1:0                   | VfL Wolfsburg       |
| Sa 31.08.1996, 15:30 Uhr | SpVgg Greuther Fürth     | 12:1 1                | 1. FC Nürnberg      |
| So 01.09.1996, 15:00 Uhr | FSV Zwickau              | 3:1 n. V.             | 1. FC Köln          |
| So 01.09.1996, 15:00 Uhr | SG Wattenscheid 09       | 0:0 n. V. (2:4 i. E.) | Karlsruher SC (A)   |
| Di 17.09.1996, 17:15 Uhr | VfB Oldenburg            | 1:2                   | Werder Bremen       |
| Mi 18.09.1996, 19:30 Uhr | Arminia Bielefeld        | 0:1                   | SpVgg Unterhaching  |
| Di 01.10.1996, 19:00 Uhr | SV Waldhof Mannheim      | 0:1                   | SC Freiburg         |
| Di 01.10.1996, 19:30 Uhr | Hannover 96              | 2:4                   | TSV 1860 München    |
| Di 01.10.1996, 19:30 Uhr | Hertha BSC               | 1:1 n. V. (4:5 i. E.) | VfB Stuttgart       |
| Di 01.10.1996, 20:00 Uhr | Fortuna Düsseldorf       | 1:4                   | Hamburger SV        |
| Di 01.10.1996, 20:00 Uhr | FC Schalke 04            | 2:3                   | VfL Bochum          |
| Mi 02.10.1996, 20:30 Uhr | Borussia Mönchengladbach | 1:2                   | FC Bayern München   |

## Achtelfinale
| Datum                    |                      | Ergebnis              |                    |
| ------------------------ | -------------------- | --------------------- | ------------------ |
| Di 22.10.1996, 19:30 Uhr | TSV 1860 München     | 1:2                   | Hamburger SV       |
| Di 22.10.1996, 19:30 Uhr | FC St. Pauli         | 1:0                   | SpVgg Unterhaching |
| Di 22.10.1996, 19:30 Uhr | SC Freiburg          | 2:1                   | SV Meppen          |
| Di 22.10.1996, 19:30 Uhr | Karlsruher SC (A)    | 0:1                   | VfL Bochum         |
| Mi 23.10.1996, 14:30 Uhr | FC Energie Cottbus   | 2:2 n. V. (5:4 i. E.) | MSV Duisburg       |
| Mi 23.10.1996, 19:00 Uhr | SpVgg Greuther Fürth | 11:3 1                | Karlsruher SC      |
| Mi 23.10.1996, 19:30 Uhr | VfB Stuttgart        | 2:0                   | FSV Zwickau        |
| Di 12.11.1996, 20:30 Uhr | FC Bayern München    | 3:1                   | Werder Bremen      |

## Viertelfinale
| Datum                    |                    | Ergebnis              |                   |
| ------------------------ | ------------------ | --------------------- | ----------------- |
| Di 12.11.1996, 14:00 Uhr | FC Energie Cottbus | 0:0 n. V. (5:4 i. E.) | FC St. Pauli      |
| Mi 13.11.1996, 19:30 Uhr | Hamburger SV       | 2:1                   | VfL Bochum        |
| Mi 13.11.1996, 19:30 Uhr | SC Freiburg        | 1:1 n. V. (2:4 i. E.) | VfB Stuttgart     |
| Mi 19.02.1997, 20:30 Uhr | Karlsruher SC      | 1:0                   | FC Bayern München |

## Halbfinale
| Datum                    |                    | Ergebnis |               |
| ------------------------ | ------------------ | -------- | ------------- |
| Di 15.04.1997, 20:30 Uhr | FC Energie Cottbus | 3:0      | Karlsruher SC |
| Mi 16.04.1997, 20:00 Uhr | VfB Stuttgart      | 2:1      | Hamburger SV  |

## Finale
| Paarung            | VfB Stuttgart – FC Energie Cottbus |
| Ergebnis           | 2:0 (1:0) |
| Datum              | 14. Juni 1997 um 19:00 Uhr |
| Stadion            | Olympiastadion, Berlin |
| Zuschauer          | 76.400 |
| Schiedsrichter     | Edgar Steinborn (Sinzig) |
| Tore               | 1:0 Élber (18.) 2:0 Élber (52.) |
| VfB Stuttgart      | Franz Wohlfahrt, Marco Haber, Frank Verlaat, Thomas Berthold, Matthias Hagner (71. Thomas Schneider), Zvonimir Soldo, Krassimir Balakow, Gerhard Poschner, Thorsten Legat, Giovane Élber (90. Danny Schwarz), Fredi Bobic (81. Radosław Gilewicz) Cheftrainer: Joachim Löw |
| FC Energie Cottbus | Kay Wehner, Thomas Hoßmang, Sven Benken, Jens Melzig, Ingolf Schneider (65. Igor Lazić), Detlef Irrgang, Willi Kronhardt, Jens-Uwe Zöphel, Jörg Woltmann (81. Moses Enguelle), Toralf Konetzke, Frank Seifert (65. Matthias Zimmerling) Cheftrainer: Eduard Geyer          |
| Gelbe Karten       | Haber, Soldo – Melzig |